# Hot Stuff (The Rolling Stones)
"Hot Stuff" is een nummer van de Britse band The Rolling Stones. Het nummer werd uitgebracht op hun album Black and Blue uit 1976. Op 10 juni van dat jaar werd het nummer uitgebracht als de tweede en laatste single van het album.

## Achtergrond
"Hot Stuff" is geschreven door zanger Mick Jagger en gitarist Keith Richards en geproduceerd door The Glimmer Twins, een pseudoniem van Jagger en Richards. Het nummer werd opgenomen in maart en april 1975 tijdens de sessies voor het Rolling Stones-album Black and Blue. Het is sterk beïnvloed door de disco- en funkmuziek uit die tijd. Drummer Charlie Watts speelde een stevige drumpartij, waarbij hij door percussionist Ollie E. Brown werd ondersteund. Bill Wyman speelde een funky baslijn, terwijl gastgitarist en voormalig Canned Heat-lid Harvey Mandel veelvuldig gebruik maakte van een wah-wahpedaal. Mandel was een van de gitaristen die op het album auditie mocht doen als vervanger van de vertrokken Mick Taylor, een positie die uiteindelijk door Ron Wood werd ingevuld. Billy Preston is daarnaast te horen als pianist en achtergrondzanger.
"Hot Stuff" werd in de Verenigde Staten uitgebracht als promotiesingle van Black and Blue, als de opvolger van de wereldwijde top 10-hit "Fool to Cry". De single was minder succesvol dan zijn voorganger en kwam slechts tot plaats 49 in de Amerikaanse Billboard Hot 100. Daarnaast werd in Wallonië plaats 48 in de voorloper van de Ultratop 50 gehaald. Ondanks dit geringe succes bleef de band experimenteren met disco- en funkmuziek. Hun volgende single, het sterk door disco beïnvloede "Miss You", werd wel een grote hit.

## NPO Radio 2 Top 2000
| Nummer met noteringen in de NPO Radio 2 Top 2000 | '00  | '01-'09 | '10  | '11 | '12  |
| ------------------------------------------------ | ---- | ------- | ---- | --- | ---- |
| Hot Stuff                                        | 1498 | -       | 1922 | -   | 1657 |

1. ↑  Een '-' betekent dat het nummer niet was genoteerd en een vetgedrukt getal geeft de hoogste notering aan.
2. ↑  2000 was het eerste jaar met een notering voor dit nummer.
3. ↑  Deze tabel is bijgewerkt tot en met de laatste editie (2024).